# Craig Mazin

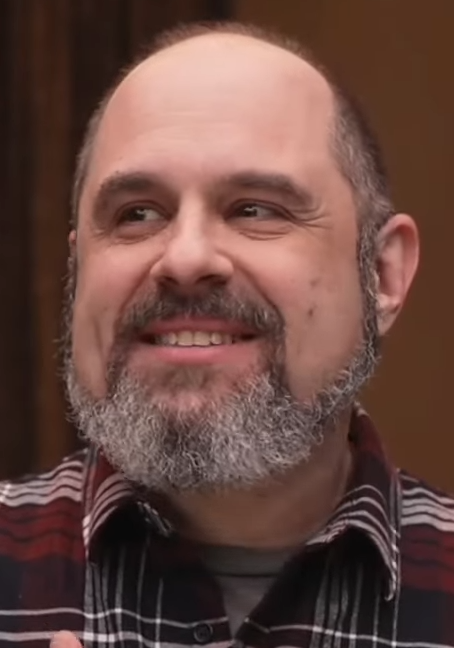
Craig Mazin, 2023

Craig Mazin (* 8. April 1971 in Brooklyn, New York City, New York) ist ein US-amerikanischer Drehbuchautor und Filmregisseur.

## Leben
Sein Debüt als Drehbuchautor gab er 1997 mit dem Drehbuch zur Filmkomödie Spaceman. Mazin blieb diesem Filmgenre in den folgenden Jahren stets treu, ein Jahr darauf verfasste er das Drehbuch zu Senseless. Im Jahr 2000 gab Mazin sein Debüt als Regisseur mit der Komödie The Specials. In den Jahren 2003 und 2006 folgten die Drehbücher zu den Filmen Scary Movie 3 und Scary Movie 4. An Letzterem war er auch als Produzent beteiligt. 2008 drehte er mit Superhero Movie seinen zweiten Film als Regisseur, es folgten Drehbücher zu weiteren Komödien, bevor er sich ab Mitte der 2010er Jahre von den Genre abwandte. Als Drehbuchautor entwickelte er die Serien Chernobyl (2019) und  The Last of Us (seit 2023), letztere gemeinsam mit Neil Druckmann.
Im Jahr 2022 wurde er in die Academy of Motion Picture Arts and Sciences (AMPAS) berufen, die alljährlich die Oscars vergibt.
Für Chernobyl wurde er gemeinsam mit dem übrigen Team bei der Primetime-Emmy-Verleihung 2019 in der Kategorie Beste Miniserie ausgezeichnet. Er selbst erhielt außerdem die Auszeichnung in der Kategorie Outstanding Writing for a Limited Series, Movie or a Dramatic Special. Hinzu kamen 2020 der Producers Guild of America Award sowie ein Writers Guild of America Award.

## Filmografie (Auswahl)

### Drehbuch
- 1997: RocketMan
- 1998: Senseless
- 2003: Scary Movie 3
- 2006: Scary Movie 4
- 2008: Superhero Movie
- 2011: Hangover 2 (The Hangover: Part II)
- 2013: Voll abgezockt (Identity Thief)
- 2013: Hangover 3 (The Hangover: Part III)
- 2016: The Huntsman & The Ice Queen (The Huntsman: Winter’s War)
- 2019: Chernobyl (Fernsehserie)
- seit 2023: The Last of Us (Fernsehserie)

### Regisseur
- 2000: The Specials
- 2008: Superhero Movie
- seit 2023: The Last of Us (Fernsehserie)